# Xarleston
El xarleston és una dansa negra estatunidenca procedent del foxtrot que neix als Estats Units el 1923 i que pren el nom de la ciutat de Charleston (Carolina del Sud).
Arriba a Europa després de la Primera Guerra Mundial a través de París i de la Révue Nègre de Joséphine Baker (1925), i és moda a França entre 1925 i 1927.
El seu estil dinàmic, espectacular i divertit s'identifica amb "Els feliços anys vint" i constitueix un autèntic impacte en el ball de societat del moment per la seua dificultat en la coordinació dels passos, les rotacions, les flexions i les extensions de genolls.
L'11 de novembre de 1926, Jean Amelys organitza un concurs internacional de xarleston que és guanyat per Raymond Romanet i la seva parella amb un estil molt més controlat que l'original. El xarleston actual és una síntesi d'ambdós estils. Abans, la flexió dels genolls es feia sobre els temps senars o forts. Avui, però, es realitza sobre els parells o febles.
Es balla sobre una música de jazz "estil Nova Orleans", de manera individual (amb quicks i rotacions simultànies dels peus), en parella (com un quickstep), o en grup (en cercle, en fileres). Quan es balla en parella, es pot començar en posició tancada amb passos de foxtrot o de swing i amb pocs desplaçaments, i acabar en l'estil lliure.
Actualment, el ball no és moda però segueix formant part del programa de campionats extraoficials de ball de saló i la seua influència es deixa sentir en alguns temes relacionats amb el jazz.
Les combinacions més típiques són el pas encreuat o xarleston, el balanceig, la marxa (oberta, creuada o en ziga-zaga, endavant o alterna), els girs, les encreuades de mans i de braços sobre els genolls, i els quicks que acompanyen les rotacions de peus.
En el seu dia inspirà la moda de la indumentària i cabells curts (à la garçonne).
N'hi ha dues modalitats:
- El xarleston americà: és l'estil de xarleston més conegut i espectacular, i es caracteritza per constants pujades laterals de cames (quicks) i incessants rotacions de peus, de cintura i flexions de genolls.
- El xarleston europeu: és conegut als Estats Units com a estil pla (flat) i és una evolució de l'anterior. Neix a França l'any 1926 i es balla en parella com un foxtrot ràpid.[1]